# Johann Adam Heusner

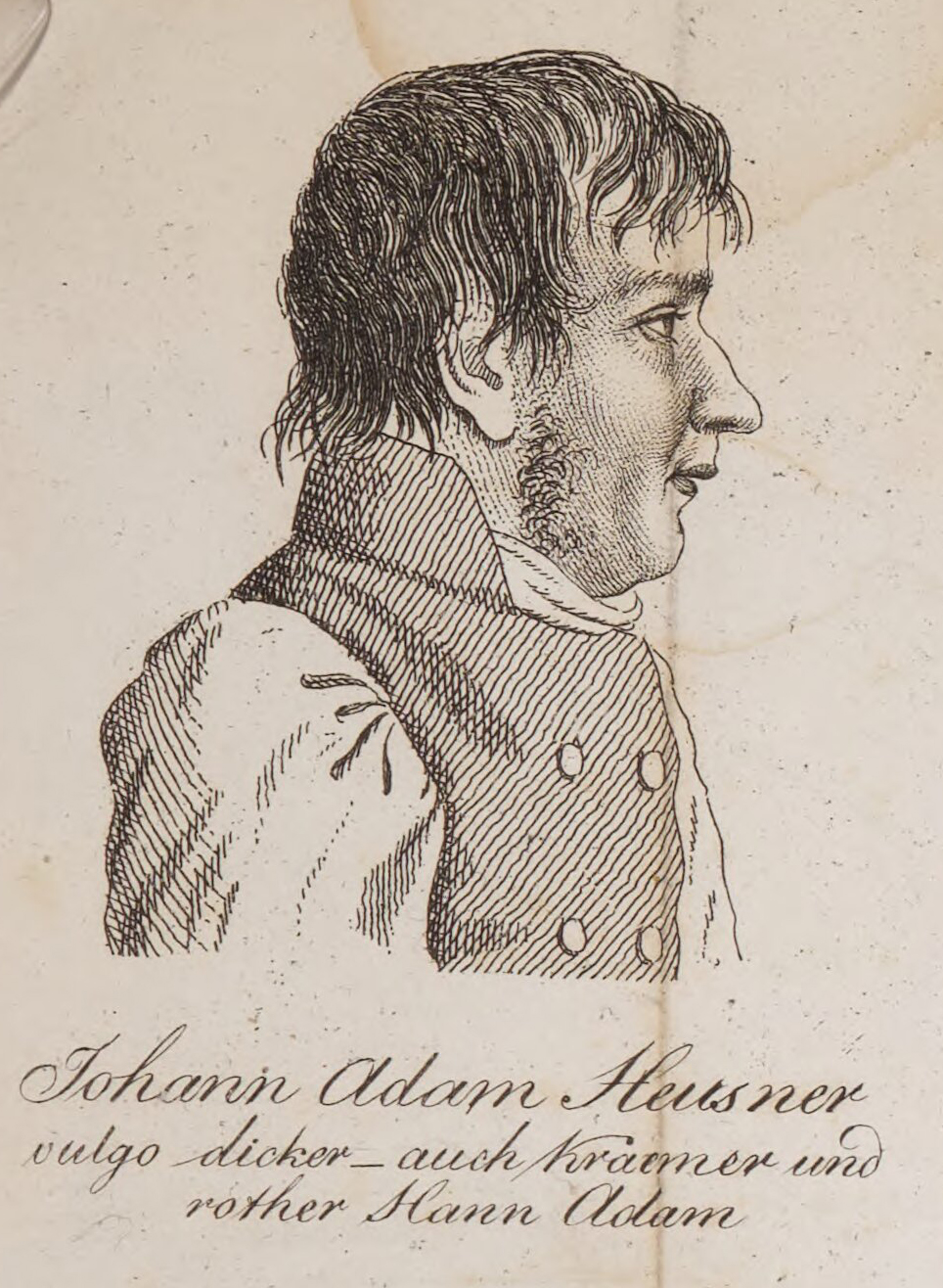
Johann Adam Heusner

Johann Adam Heusner, genannt Roter Hannadam (* 14. Mai 1779 in Mümling-Grumbach; † 5. November 1814 in Darmstadt) war ein bekannter Odenwälder Räuber und Dieb. Er war meist mit Pistolen bewaffnet und Anführer bei größeren Unternehmungen. Nach außen gab er sich den Anschein eines reisenden Kastenkrämers; so konnte er sich auf Märkten unter die Händler mischen, was in Vorbereitung von Überfällen nützlich war. Er hatte ein gutes Warensortiment und gute Dokumente.

## Familie
Johann Adam Heusners Eltern waren Tobias Heusner und Maria Catharina geb. Grasmann. Der Vater lebte als Hirt, Tagelöhner und Korbmacher ohne festen Wohnsitz in der Herrschaft bzw. dem Amt Breuberg. (Zum Vergleich: 20 % der Mitglieder der Vogelsberger und Wetterauer Banden kamen aus stabilen Familien, 45 % hatten Eltern, die selbst obdachlos waren. 17 % der Eltern von Bandenmitgliedern waren reisende Händler, 28 % wurden als Bettler und Landstreicher bezeichnet. Die übrigen waren meist Hirten, eine nur saisonale Erwerbsmöglichkeit.) Johann Adam hatte drei jüngere Geschwister:
- Stephan, ebenfalls Räuber und Dieb; er erhängte sich im Gefängnis zu Heidelberg;
- eine Schwester, die mit einem umherziehenden Krämer verheiratet war;
- einen Bruder, der im Stockhaus an der Lungensucht verstarb.

In seiner Jugend hielt sich Heusner bei seinen Eltern auf; als er älter wurde, fand er Arbeit als Knecht. Im Alter von 21 Jahren, also etwa 1800, überredete ihn sein Onkel und Pate Johann Adam Grasmann, eine kriminelle Laufbahn einzuschlagen. In Laudenbach begann er mit kleinen Diebstählen und wurde darin von Grasmann unterrichtet. Zwischendurch besuchte er seine Eltern und lernte dort seine Frau kennen, die auf der Durchreise war. Wenige Tage nach ihrer Bekanntschaft heirateten beide im Kapuzinerkloster zu Wertheim. Heusner hielt sich nun rund ein Jahr bei seiner Familie auf, bis ihn Grasmann aufs neue besuchte und beide ihre Kleindiebstähle wieder aufnahmen, während Heusners Frau bettelte. Die Eheleute hatten eine gemeinsame Tochter.

## Armut und Kleinkriminalität
Heusners familiärer Hintergrund, Unterschicht ohne festen Wohnsitz, wandernder Kastenkrämer, Bettelei – all dies ist typisch für eine Räuberbiografie jener Zeit. Interessant ist eine Erinnerung Heusners an einen versuchten Einbruch in Hornbach im Winter 1805, wo „nicht viel getan werden“ konnte: „da seyen sie des Nachts ausgegangen, um etwas zu bekommen, es hätte bestehen mögen, worin es wolle, und wenn es auch nur Eßwaaren gewesen wären.“ Das passt zu einem bekannten Muster, wonach viele Banden von der Hand in den Mund lebten. In seiner Vernehmung äußerte Heusner, dass er sich unmöglich an jede Straftat erinnern könne. Das gilt besonders für erfolglos abgebrochene Aktionen (33 % der Odenwälder und 10 % der Wetterauer Bandenaktivitäten).

## Schwere Straftaten
Von vielen Straftaten Heusners erfuhren die Ermittlungsbehörden erst im Laufe der Verhöre. Es werden im Folgenden nur einige Verbrechen ausgewählt, die das Vorgehen der Bande, die bevorzugten Ziele und die Reaktionen der Umwelt zeigen. Der Schwerpunkt der Aktivitäten war Baden und das Großherzogtum Hessen.

### Diebstähle und Raubüberfälle
Johann Adam Heusner machte nach 1805 die Bekanntschaft verschiedener Diebe und Räuber, wodurch sich sein Leben veränderte. Insbesondere Balthasar Meinhard aus der Schinderhannes-Bande beeindruckte Heusner dadurch, dass er nachts mit einer Leiter auf der Schulter der Reihe nach in Häuser einstieg, bis er eine lohnende Beute fand.
In der Nacht vom 27. auf den 28. August 1807 überfiel eine von Heusner geleitete Gruppe den jüdischen Krämer Zodik zu Grävenwiesbach. Zusammen mit seinen Söhnen und zufällig anwesenden Gästen verbarrikadierte sich Zodik in seiner Wohnung. Heusners Leute versuchten, das Haus zu stürmen; unterdessen liefen die Dorfbewohner zusammen und wurden von den Räubern beschossen. Um sich schießend, zog die Gruppe unverrichteter Dinge davon. In der Nacht vom 1. auf den 2. September 1807 wurde quasi als Kompensation ein besonders brutaler Überfall auf die Mühle bei Oberliederbach im Amt Höchst, Hessen-Nassau, durchgeführt. Während die Müllersfamilie misshandelt wurde, nächtigten nebenan einige Maurer und Zimmerleute auf einer Baustelle, die jedoch so eingeschüchtert waren, dass sie keine Hilfe leisteten.

### Straßenraub und Mord
Am 10. November 1803 überfiel Johann Adam Heusner mit dem Krämer-Johannchen den Rosenwirt und seinen Bruder, die zu Fuß von Höhefeld nach Wertheim unterwegs waren. Die beiden setzten sich heftig zur Wehr; Heusner schoss einen der Brüder nieder, und obwohl die Verletzung an sich nicht tödlich war, starb das Opfer zwei Tage später wegen schlechter medizinischer Versorgung am Wundbrand. Zu diesem Überfall bekannte sich Heusner erst spät. Krämer-Johannchen (Johannes Kinzinger), ein ehemaliger Soldat, wurde von Heusner „in die Gauner-Innung aufgenommen“. Er war zeitweilig mit Heusners Schwester befreundet und lebte unauffällig als Landkrämer in der Gegend von Wertheim und Miltenberg, obwohl nach ihm gefahndet wurde.
In der Nacht vom 11. auf den 12. Januar 1807 drang Heusner mit seinem Bruder Stephan und drei Mittätern in das Haus des Schultheißen Geiger von Geislitz bei Gelnhausen ein. Die Frau des Schultheißen erschlug Heusner mit der Axt, der Sohn wurde von einem Mittäter erschlagen. Die Bande brach eine Truhe mit Geld auf und machte sich davon, um die Beute zu teilen; der Schultheiß überlebte.
Am 10. Mai 1808 war Johann Adam Heusner als Krämer auf dem Markt zu Herchenheim und gesellte sich mit zwei Bandenmitgliedern, angeblichen Viehhändlern, zu einer Gruppe, die noch bei Tage ihre Heimreise antrat. Unversehens wurden diese Fußgänger von den Bandenmitgliedern, die sich nahe dem Dorf Hauswurz in den Hinterhalt gelegt hatten, überfallen. Es kam zu einem Handgemenge. Die Opfer schrien laut um Hilfe, aber im Dorf regte sich niemand. Mit dem geraubten Geld machten sich die Straßenräuber in aller Ruhe auf den Rückweg, auf der gleichen Straße, auf der sie gekommen waren.
Am 7. August 1808 legte sich eine von Heusner geleitete Bande mit Gewehren in einen Hinterhalt in dem Wald zwischen Schriesheim und Altenbach. Nach stundenlangem Warten kamen die Opfer, der Jude Heyum Marx mit Sohn und Gefährten. Sie hatten den Markt in Beerfelden besucht und waren auf dem Heimweg. Die Überfallenen versuchten zu fliehen; einer wurde zu Boden geschlagen und ausgeraubt, die übrigen retteten sich zu einer Gruppe von Kirchgängern, die allerdings aus Angst vor den Räubern passiv blieb. Anders einige Schnitter, die in der Nähe auf dem Feld arbeiteten. Diese verfolgten Stephan Heusner und Johann Adam Grasmann, zwei Mitglieder der Bande, bis in den nächsten Wald, obwohl diese um sich schossen.
Am 31. August 1808 wurde eine aus Juden und Christen bestehende Gruppe, die auf dem Rückweg vom Markt zu Gedern war, zwischen Usenborn und dem Neuhof überfallen. Der Jude Lekisch Oppenheimer wurde niedergeschlagen und misshandelt, seine Tochter vergewaltigt. Die anderen flohen, wobei sie die Warenkörbe abwarfen. So erbeutete Heusners Bande außer Geld diesmal auch Textilien: Wolltuch, Flanell, Kattun, Halstücher und Bänder.
Heusner hatte den Hinweis erhalten, dass die von Schotten auf den Gelnhäuser Markt ziehenden Tuchmacher ein lohnendes Ziel seien. Am Ronneburger Wald bereitete Heusners Bande, darunter wieder sein Bruder Stephan, am 2. Februar 1809 einen Hinterhalt vor. Bei Einbruch der Nacht kam ein Glashändler mit seinem Wagen und einem Bauern vom Nachbarort, der ihm Vorspann leistete. Diesem schlug einer der Räuber mit einem bleibeschwerten Stock den Kopf ein. Als sich herausstellte, dass auf dem Wagen weiter nichts als Glaswaren transportiert wurden, schlugen die Räuber alles in Stücke und zogen sich ohne Beute zurück.
Am Abend des 21. August 1809 überfiel Heusner mit seinen Gefährten zwei Tuchmacher, die Brüder Eisenhard, auf der Chaussee nahe Klein Rechtenbach. Die Opfer wurden „schrecklich mißhandelt und der bei sich geführten Waaren und ihres Geldes beraubt.“ Ein Bandenmitglied hatte den Karren der Tuchmacher in Wetzlar mit Kreide bezeichnet, so dass die Bande wusste, bei wem sich der Überfall lohnen würde. Der Karren wurde nach dem Überfall ein Stück weit in den Wald gezogen und dann erst die darauf befindlichen Kisten geplündert: Tuch, seidene Bänder, Spitzen, Kattun, Leinen, Samt, Wollband und dazu Kaffee und Zucker waren diesmal die Beute, außer den Markteinnahmen, 150 Gulden. An diesem großen Straßenraub waren außer Heusner folgende Personen beteiligt: Heinrich Festweber, Wilhelm Rhein, Martin Rupprecht, Ludwig Funk, Conrad Anschuh, Peter Görzel, Justus Holzapfel, Lumpen-Jost und Schwarzer Jung. Dieser spektakuläre Raubüberfall brachte 2332 Gulden ein und ruinierte die Opfer gesundheitlich und finanziell. Dennoch hatten die einzelnen Räuber „nicht mehr als drey bis vier Carolins davon“; den Gewinn machten die Hehler.

## Polizeiliche Untersuchung
In der Nacht vom 8. auf den 9. März 1810 wurde im Haus des Johannes Maaser zu Fränkisch-Crumbach ein Einbruch verübt. Sohn und Bruder des Geschädigten beschlossen, „den Dieben nachzuspüren“. Sie kehrten im Gasthaus zur Krone in Rimbach ein, wo Heuser und Grasmann häufig zu finden waren. Als sie von dem Diebstahl erzählten, bedeutete man ihnen, stille zu sein, der Haupttäter (Heusner) komme gerade zur Tür herein. Er verlangte ein Bier und holte seine Pfeife aus der Tasche. Dabei fiel den Anwesenden auf, dass Heusner einen mit Silber beschlagenen Pfeifenkopf besaß, den sie für Diebesgut hielten. Heusner wurde angezeigt, zusammen mit seinem Onkel und Kumpanen Grasmann verhaftet und am 13. März 1810 ins Darmstädter Stockhaus (heute Rundeturm-Straße) eingeliefert. Der Runde Turm, Darmstadts ältestes Gefängnis, war ein Teil der mittelalterlichen Stadtbefestigung. Im Erdgeschoss besaß er ein fensterloses Verlies, darüber zwei Zellen und im Anbau sieben weitere Zellen und die Wärterwohnung. Am 14. August 1811 begann die Untersuchung gegen Johann Adam Heusner. Heusner kam in Einzelhaft. Diese damals neue Methode der Isolation erwies sich als sehr wirksames Mittel, um Heusner zur Kooperation zu bewegen.
Carl Friedrich Brill betonte, dass bei Heusner und den anderen Bandenmitgliedern die Geständnisse keineswegs durch „angewandte physische Zwangsmittel“ erpresst worden seien. Stattdessen habe man durch „Studium des Charakters des Inquisiten, und darnach eingerichtete, demselben Zutrauen einflößende Behandlung, möglichste Schonung und mäßige Strenge“, wenn auch langsam, die Inhaftierten zum Geständnis ihrer Taten bewegt. Am 20. Juni 1814 wurde Johann Adam Heusner zum Tod durch den Strang verurteilt, Johann Adam Grasmann, Martin Rupprecht, Jakob Erbeldinger und Georg Tascher zum Tod durch Enthaupten. Heusner nahm als einziger seine Strafe an und bat um die Gnade, ebenfalls durch das Schwert hingerichtet zu werden. Das wurde ihm auch in Aussicht gestellt.

## Hinrichtung
Am 5. November 1814 fand auf dem Darmstädter Marktplatz die öffentliche Urteilsverkündung statt. Die Delinquenten erschienen in ihren Sterbekleidern und von ihren Geistlichen begleitet in den Schranken. Heusner und Grasmann, die sich gegenseitig zu stärken suchten, wirkten dabei ruhig. Auf dem Galgenberg enthauptete der Scharfrichter die fünf, Heusner als letzten, im Beisein des Militärs und vieler Schaulustiger. Das geschah in weniger als siebzehn Minuten. An dieser Richtstätte befindet sich heute das Teehäuschen im Wolfskehlschen Garten, Darmstadt-Bessungen.